# Euthalia caenaespolis
Euthalia caenaespolis är en fjärilsart som beskrevs av William Chapman Hewitson 1873. Euthalia caenaespolis ingår i släktet Euthalia och familjen praktfjärilar. Inga underarter finns listade i Catalogue of Life.